# Podarok čёrnogo kolduna
Podarok čёrnogo kolduna (Подарок чёрного колдуна) è un film del 1978 diretto da Boris Vladimirovič Rycarev.

## Trama
Quando Vasilisa era ancora piccola, lo stregone nero portò a sua madre un regalo minaccioso: una cassa con un abito da sposa incantato. Dopo averlo indossato, Vasilisa potrebbe esprimere un desiderio, e certamente si avvererà. Una volta la ragazza era gelosa del fabbro Ivan e i suoi occhi smisero di vedere. Vasilisa dovette superare delle prove e seguire rigorosamente l'ordine dello stregone per ripristinare la vista di Ivan.